# Ambient
Ambient is een muziekstijl. Het is geëvolueerd vanuit de synthesizer-muziek van artiesten als Brian Eno en Kraftwerk, en later ook vanuit de dance-wereld. Het is een rustige, lang uitgesponnen muziekstijl met elektronische instrumenten, waarbij men meer bezig is met het creëren van soundscapes dan met liedjes en composities. Kenmerkend aan deze muziek is dat zij zich zonder ritme manifesteert. Ook is vaak het metrum van de muziek niet op te delen in tellen en tempi.
De term 'ambient' werd medio jaren zeventig ontwikkeld en gepopulariseerd door experimenten van Brian Eno, om zijn eigen soort van omgevingsmuziek (environmental music) te beschrijven, in samenwerking met Robert Fripp. Deze muziekstijl was reeds bij het begin van de twintigste eeuw te vinden in de klassieke muziektraditie, onder andere bij Luigi Russolo en de musique concrète, maar ook bij Erik Satie, Charles Ives, en later ook bij John Cage en Wendy Carlos. Eno vond het muziekgenre dus niet uit, maar hielp het wel aan zijn naam. De term 'ambient' stamt van het Latijnse werkwoord 'ambire', wat 'rondgaan' of 'omringen' betekent. Het ging Eno dan ook om het scheppen van subtiele geluiden die de luisteraar zowel insluiten als veranderen.
Uit ambient is soms in combinatie met andere muziekstijlen een aantal subgenres ontstaan, zoals dark ambient, ambient house, illbient en space music.
In de Duitse plaats Wuppertal vindt in oktober jaarlijks een festival plaats, met ambient-muziek onder de naam Phobos.

## Ambientartiesten
Enkele ambient-artiesten met een artikel op Wikipedia zijn:
- Ambeon
- Aphex Twin
- Biosphere rond Geir Jenssen
- Boards of Canada
- Burzum
- C418
- Carbon Based Lifeforms
- Brian Eno
- B-Zet
- David Gilmour
- Enigma
- Enya
- Erez Yaary
- Thomas Fehlmann
- GAS
- Harold Budd
- Ralf Hildenbeutel
- Hooverphonic
- Jean-Michel Jarre
- Klaus Schulze
- Marconi Union
- Moby
- Mortiis
- Schiller
- Steve Roach
- Sigur Rós
- Tangerine Dream
- The Orb
- Ulver
- Vangelis

Ambient-techno werd in de jaren negentig populair door artiesten als The Orb, Aphex Twin en William Orbit.